# Villa Marmori
Villa Marmori  è comunemente considerata uno dei più riusciti esempi, anche se tardo, di architettura Liberty alla Spezia. 

## Descrizione
La villa, denominata più propriamente Marmori Ceretti, si trova in via XX settembre, nel cuore della zona residenziale che si sviluppò con il piano regolatore della fine del XIX secolo.
Il suo progetto (1923) si deve a Franco Oliva, architetto molto attivo alla Spezia nella prima metà del XX secolo. 

La villa rispecchia il gusto della borghesia cittadina dell'epoca: pianificato nei minimi dettagli, l'edificio è un esempio di arte totale, concetto per cui l'architetto deve estendere il suo progetto a tutto l'edificio, dal suo impianto architettonico al disegno degli arredi, delle maniglie delle porte fino ai servizi di posateria e di ogni accessorio d'uso.
I committenti acquistarono sculture di Giuseppe Grandi e dipinti di Augusto Ferri e Antonio Discovolo e chiamarono i migliori artisti alla decorazione della villa. 

Da segnalare le vetrate policrome di Giovanni Beltrami, di chiaro gusto art déco.  Gli affreschi sono opera del pittore Luigi Agretti. La pavimentazione e gli infissi costituiscono tuttora un esempio di arte ebanistica. Il cancello, le ringhiere ed i lampadari sono del lombardo Alessandro Mazzucotelli.
Dal 1984 la villa è sede del Conservatorio Giacomo Puccini.